# Оушън Сити (Ню Джърси)
Оушън Сити (на английски: Ocean City – Океански град) е град в щата Ню Джърси, Съединените американски щати.
Намира се в южната част на Ню Джърси в окръг Кейп Мей, има население от 15 378 жители (2000) и обща площ от 28,70 км² (11,1 мили²).
Оушън Сити е полулярен курорт, подходящ за семейства. Курортът е известен с това, че в неговите граници не се продава алкохол. През летните месеци населението на града нараства многократно. Подобно на някои други курорти в района, като Атлантик Сити, Кейп Мей и съименика му Оушън Сити в щата Мериленд, и тук идват български студенти на обмен за работа през лятото.